# Stade Pierre-Fabre
Le stade Pierre-Fabre est un stade de rugby à XV situé à Castres (Tarn) et qui accueille les matches du club du Castres olympique depuis octobre 1907.

## Description
Le stade Pierre-Fabre est composé de quatre tribunes couvertes : la tribune Rui à l'ouest, la tribune Sud, la tribune Nord et la tribune Gabarrou. Les tribunes Nord et Sud n'ont qu'un seul étage.
La tribune Rui possède deux étages avec ascenseur avec plusieurs loges dont un espace réceptif de 1 100 m2 pour les partenaires et VIP. La tribune Gabarrou dispose de deux étages également avec un ascenseur et 24 loges. Une bodega de plus de 500 m2 sous chapiteau est à disposition des supporters à proximité de la tribune Rui. Les pesages se trouvent au pied de la tribune Rui et aux extrémités de la tribune Gabarrou. La pelouse est entourée d'écrans publicitaires numériques sauf au niveau de la tribune Rui. Le stade est également équipé de deux écrans géants dont l'un est situé entre la tribune Rui et la tribune Nord et l'autre entre la tribune Gabarrou et la tribune Sud.
L'entrée principale du stade est située entre la tribune Nord et la tribune Gabarrou. Elle a des guichets, une consigne et une boutique officielle. Il y a trois autres entrées situées entre les tribunes tout comme les buvettes, des espaces de restauration et de concerts.

### Tribunes
| Tribunes | Nombre de places |
| -------- | ---------------- |
| Rui      | 3 724            |
| Gabarrou | 2 776            |
| Nord     | 2 000            |
| Sud      | 2 050            |
| Pesage   | 2 000            |

## Histoire du stade Pierre-Fabre de Castres

### Modernisation du stade, antre des Olympiens
Le rugby existe depuis la fin du XIXe siècle ; il était joué autrefois à Castres dans le parc de Bouriatte, construit au même endroit que le stade actuel. Le stade aurait été inauguré en 1907.
Situé en plein cœur du quartier de Bisséous, le stade Pierre-Fabre était propriété du Castres olympique depuis l'après-guerre. En 1989, il est racheté par la ville qui l'aménage et le rénove. En 1993, une tribune Nord praticable non couverte de 1 400 places est construite. En 1999, côté sud, une tribune Sud de 1 532 places est ajoutée. Depuis, la capacité d'accueil est passée de 3 000 à 7 000 places. En août 2005, la tribune Nord de 1 532 places est déplacée du côté sud du stade et remplacée à partir du mois d'octobre par une nouvelle tribune Nord de 2 000 places. Une nouvelle Tribune Sud est achevée en 2008. En octobre 2014, la tribune Gabarrou est refaite, passant de 1 400 places à 2 776 avec des loges, des buvettes et un ascenseur. Fin août 2017, un étage est ajouté à la Tribune Rui, ce qui lui fait 1 300 places avec un espace de réception 1906, le salon Georges-Beauville, le pub Gary-Whetton, des loges Brennus, des bureaux et locaux pour la sécurité, le SAMU et la Croix-Rouge, une salle de presse, une infirmerie afin d'être dans les critères du Label stade fixé par la Ligue nationale de rugby. La capacité globale d'accueil est depuis le 2 septembre 2017 de 12 500 places dont 10 500 assises couvertes. Le jour de son inauguration contre Montpellier Hérault Rugby, l'affluence est de 12 022 spectateurs, avant d'être battu le 7 avril 2018 lors du match contre le Stade toulousain, avec 12 256 spectateurs.
En 2022, le stade Pierre-Fabre se dote d'une pelouse synthétique plus résistante et esthétique afin de répondre aux exigences du Top 14, du rugby professionnel national et international, des diffuseurs à la télévision. Le coût estimé est de 1,8 million d' euros. Cette technologie permet aux différentes équipes du CO de s'entraîner régulièrement au stade Pierre-Fabre.
En 1986, le stade Pierre-Antoine accueille la dernière finale de Coupe de France remporté par Béziers sur Aurillac.
Au niveau international, en 1999, l'enceinte castraise accueille un test-match de l'équipe de France masculine, gagné 62 à 8 contre la Roumanie. Dans le cadre de la tournée d'automne, le 20 novembre 2021, l'équipe de France féminine bat une deuxième fois en match amical les Black Ferns (29-7) au stade Pierre-Fabre à guichets fermés. Les Néo-Zélandaises sont championnes du monde en titre depuis 2017.

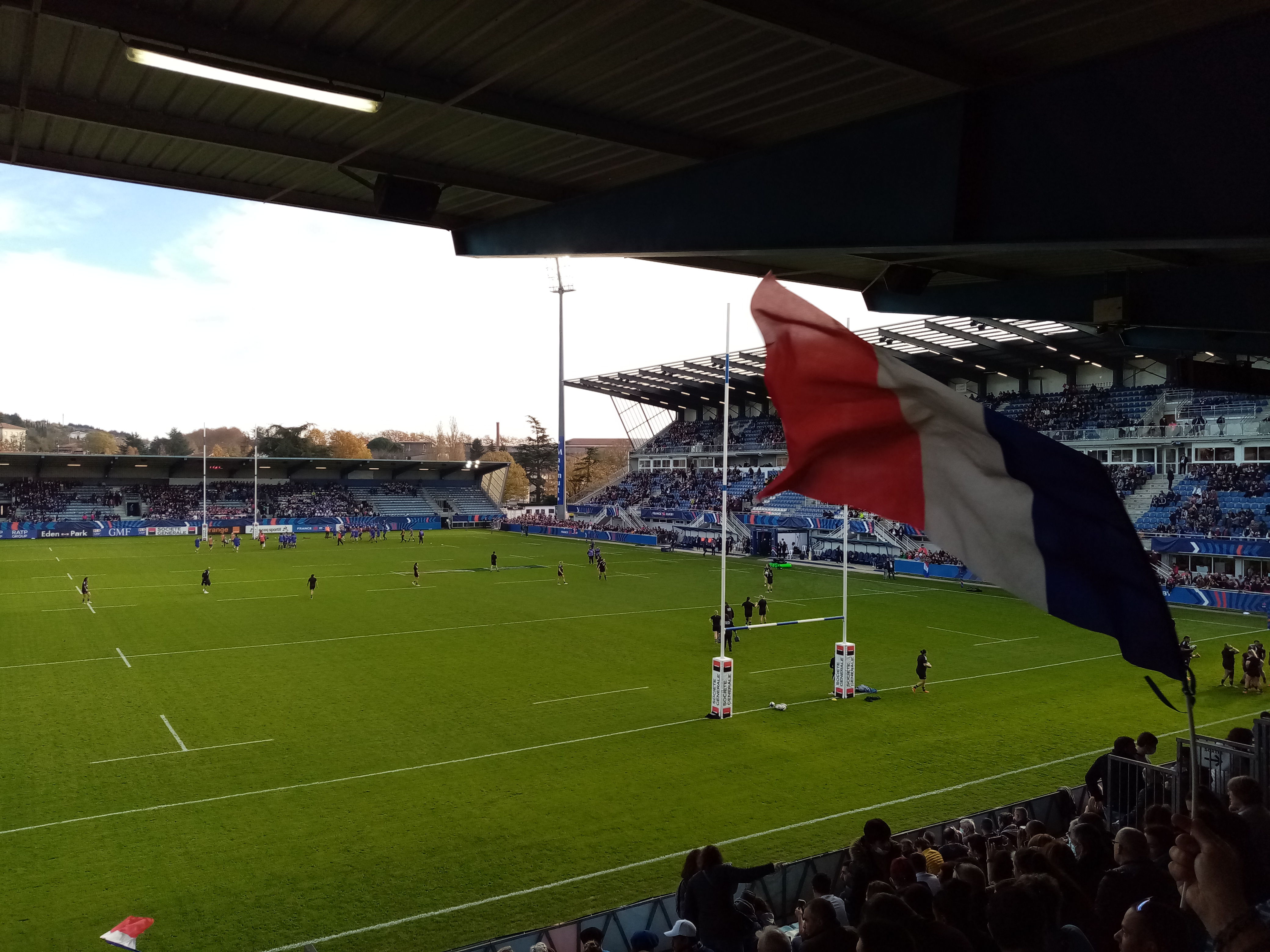
Avant-match à Castres entre la France et les Black Ferns.
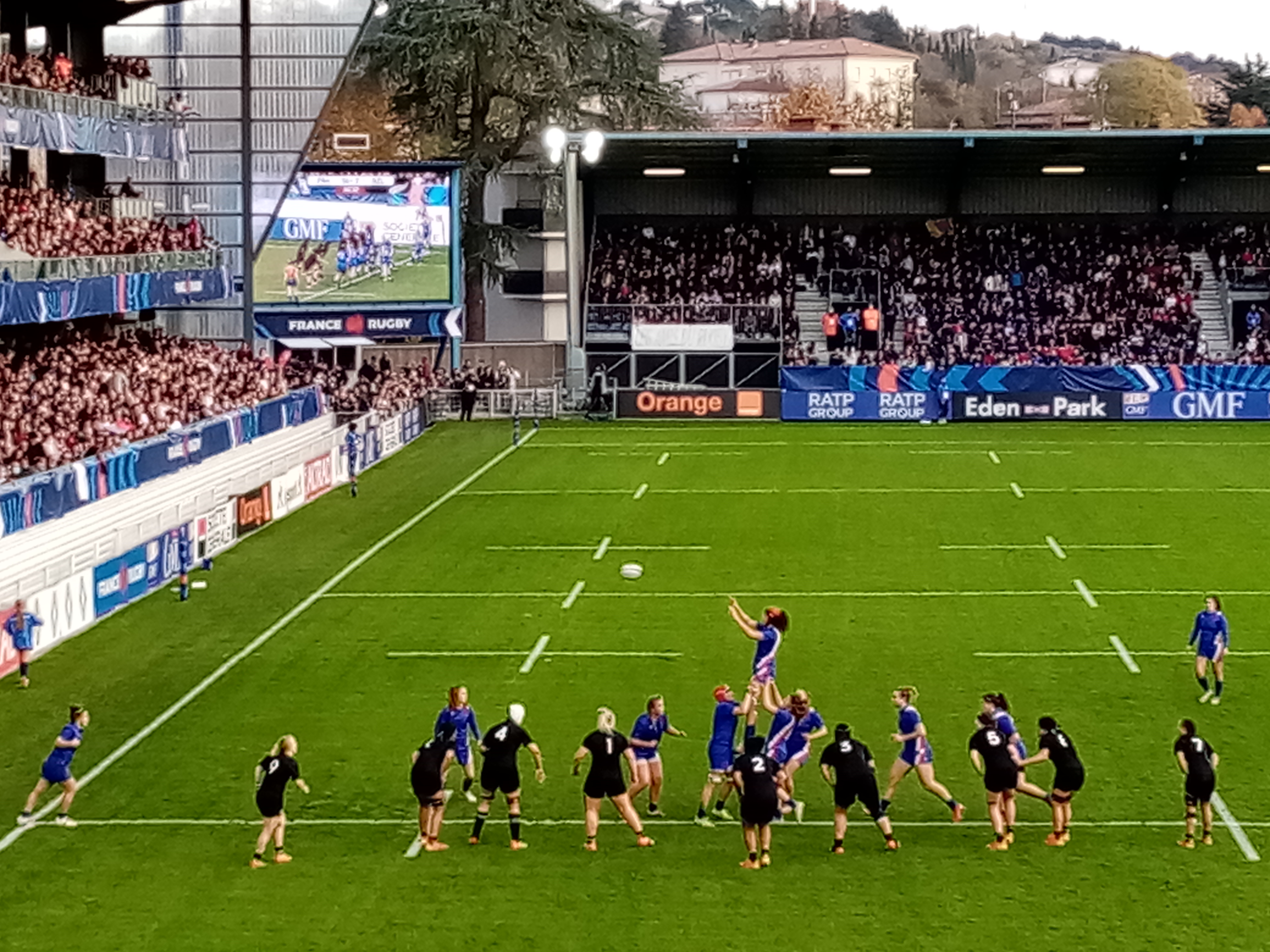
Lancé en touche des Françaises au stade Pierre-Fabre.
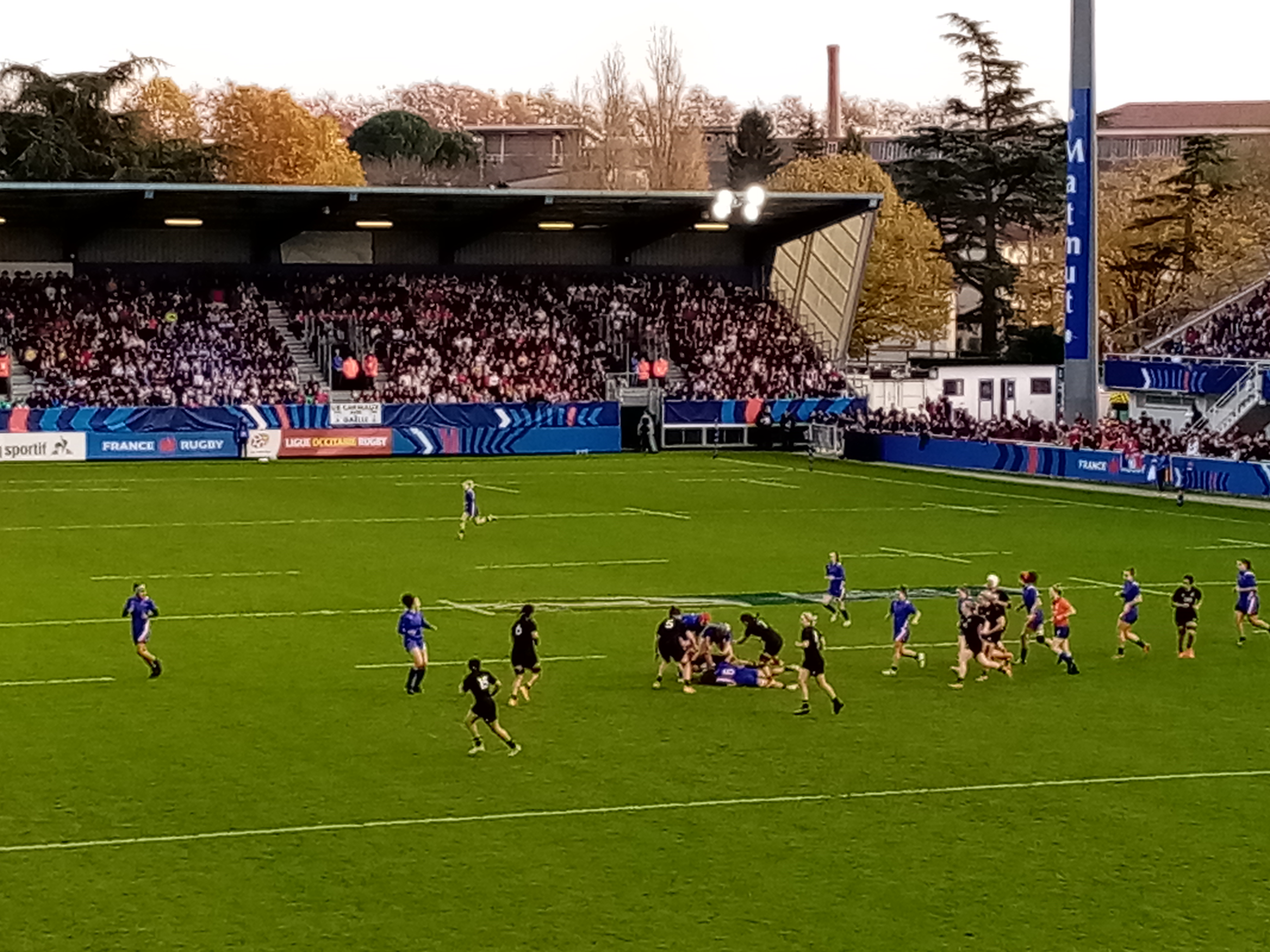
Offensive des Bleues face aux Black Ferns au milieu de la pelouse castraise.

Depuis le 22 mars 2014, le CO lance un kop pour les jeunes de 6 à 12 ans qui peuvent assister gratuitement aux matches, avec des places en tribune Sud qui leur sont réservées. Le but est de développer leur passion pour ce sport et de laisser les parents profiter pleinement de la rencontre. 
À partir du 2 septembre 2017, les supporters ne peuvent plus payer leurs consommations avec de la monnaie dans les buvettes du stade. Il faut payer maintenant avec des jetons baptisés tokens que l'on peut acheter à des vendeurs ambulants. Il obtient le label Pro Stade 2e génération en février 2018.
| Tribune                      | Nombre de places |
| ---------------------------- | ---------------- |
| Tribune Francis-Rui          | 3 724 places     |
| Tribune Jean-Pierre-Gabarrou | 2 776 places     |
| Tribune Nord                 | 2 000 places     |
| Tribune Sud                  | 2 050 places     |
| Pesage                       | 2 000 places     |

Durant l'été 2022, la pelouse naturelle du terrain est remplacée par une pelouse hybride. Elle est réalisée par un engazonnement sur une couche de jeu en substrat élaboré et renforcé par injection de fibres synthétiques. Elle est aussi dotée d'un nouvel arrosage automatique adapté et d'un nouveau réseau de drainage. La pelouse du stade Pierre-Fabre est élu en 2025 "meilleure pelouse du Top 14".
Le stade Pierre-Fabre accueille, entre mars 2023 2025, sous la houlette du Comité du Tarn de rugby, trois éditions des "boucliers de Terroir" désignant les champions des séries amateures en Régionale 1, 2 et 3. Les Espoirs et Crabos  du CO ainsi que l'Aviron Castrais en Régionale 1 jouent parfois également au Stade Pierre-Fabre.

### Autres usages

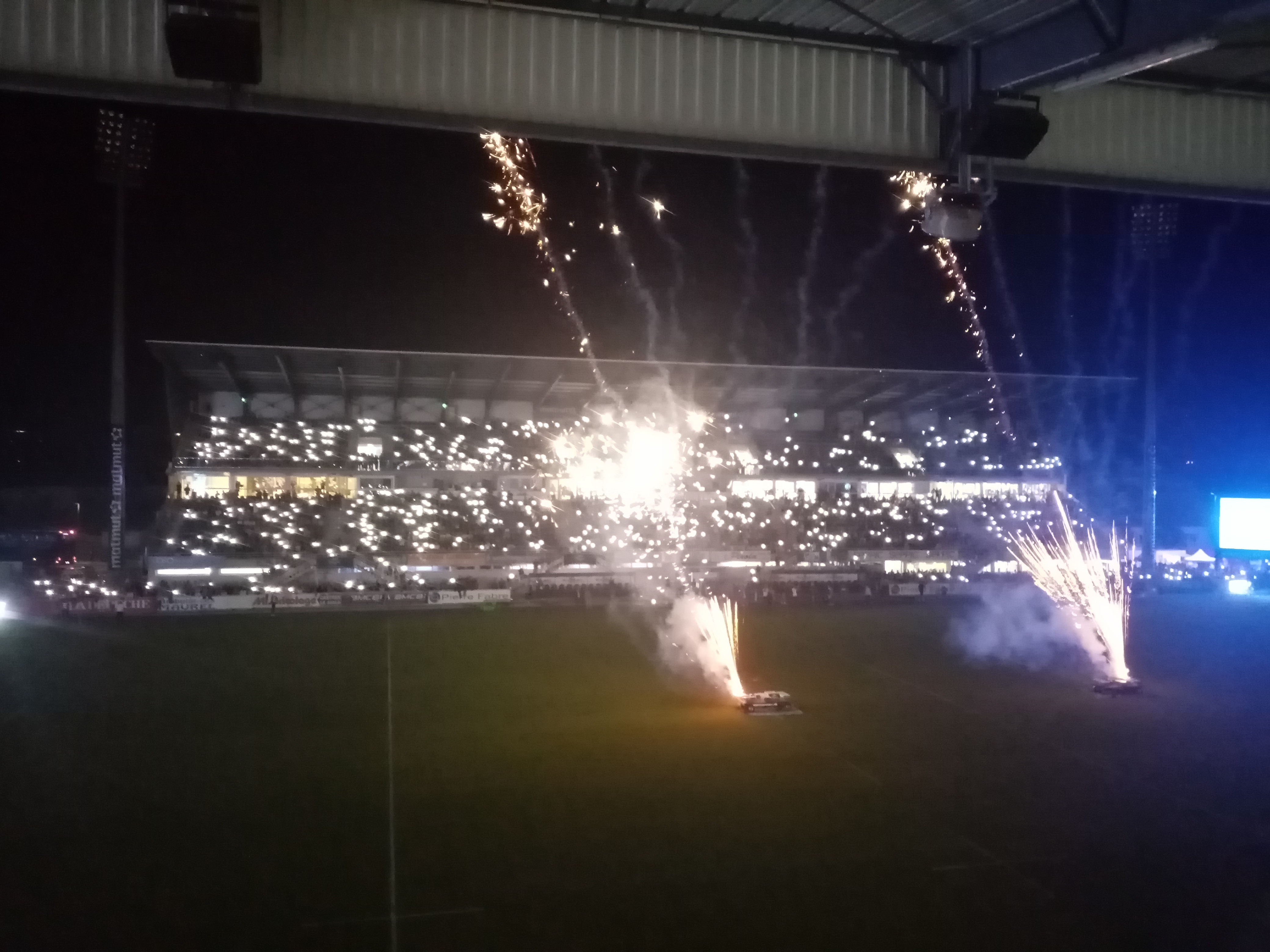
Feux d'artifice au stade Pierre-Fabre de Castres le 28 juin 2023.

À la fin de la Seconde Guerre mondiale, lors de la libération de Castres en 1944, les soldats allemands sont faits prisonniers après la reddition des autorités nazies. Puis, ils envoyés au stade du CO où ils campent sous la surveillance des soldats et résistants français. 
Le stade Pierre-Fabre accueille parfois d'autres évènements comme des concerts, des matchs de football ou des feux d'artifice.
Le 26 juillet 1999, Sud Radio organise un concert de Johnny Hallyday au stade Pierre-Antoine.
Trois matches de football se sont déroulés sur sa pelouse. En 2005, le 8e de finale de la Coupe de France de football entre de l'US Albi et le FC Sochaux-Montbéliard voit les Tarnais s'incliner 3 à 0 face aux Francs-Comtois. Une rencontre amicale oppose le Toulouse FC et le Montpellier HSC de l'attaquant Olivier Giroud se dispute également à Castres en 2011. Enfin, en janvier 2024, les Hauts-Garonnais de l'US Revel choisissent le stade Pierre-Fabre pour affronter le Paris Saint-Germain du capitaine Kylian Mbappé, double champion de France et leader de la Ligue 1 où ils perdent 0-9 en 32e de finale de Coupe de France.

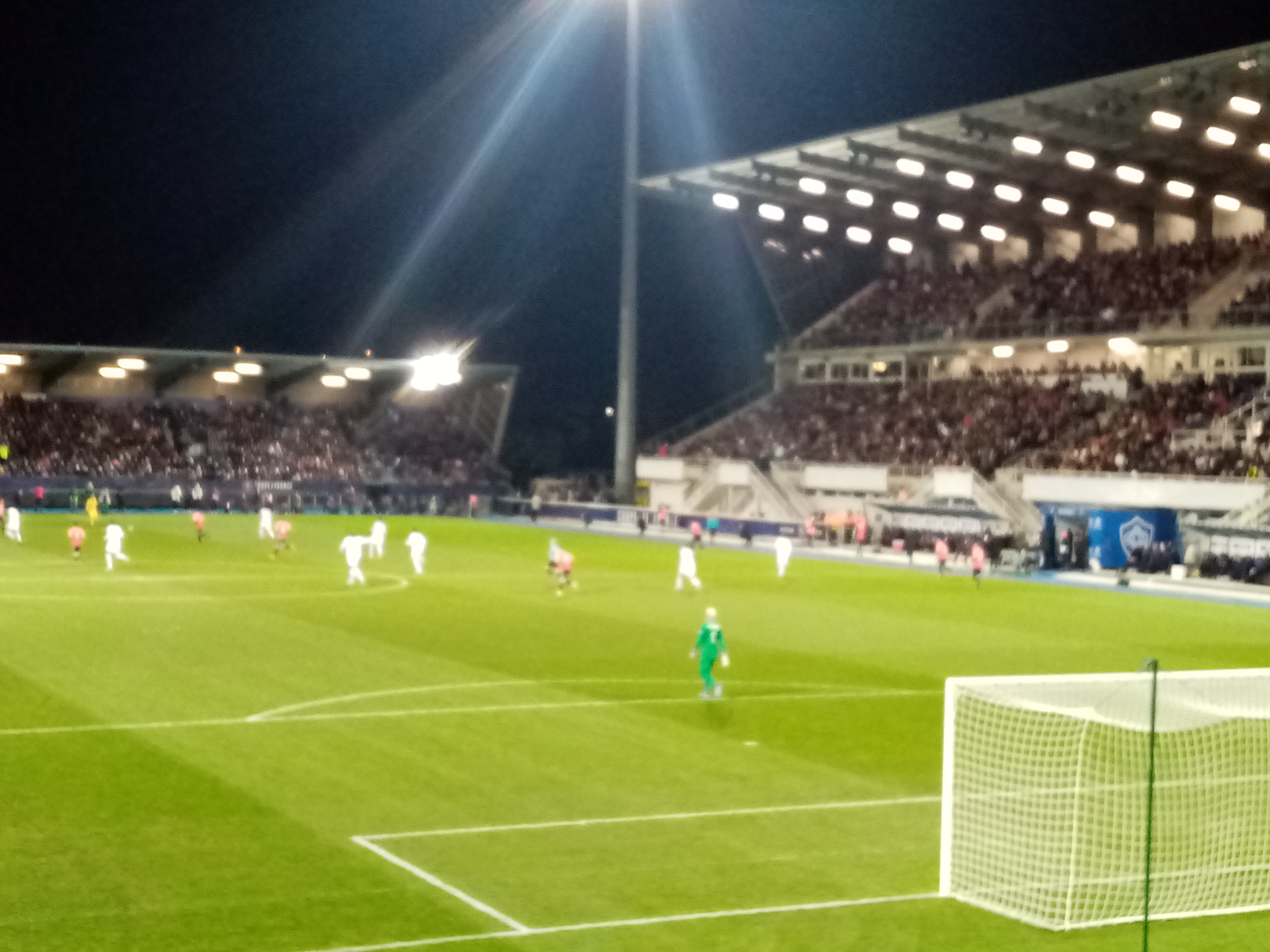
Revel contre le PSG en Coupe de France à Pierre-Fabre en 2024.

L'Établissement français du sang (EFS), en partenariat avec le Castres olympique, organise chaque année au stade Pierre-Fabre une collecte de sang à la tribune Francis-Rui. Des entreprises et des organismes (hôtelleries, agro-alimentaire, assurances, banques, etc.), des structures publiques (France Travail), ou encore des associations organisent des séminaires, des réunions, des entretiens d'embauche, des cocktails au sein des espaces de réceptions, au salon Georges Beauville et même sur la pelouse du stade Pierre-Fabre.

## Dénomination
Anciennement dénommé stade Pierre-Antoine, il portait le nom de Jean Pierre-Antoine depuis septembre 1957, joueur du club décédé à l'âge de 35 ans. Ce décès fut consécutif à une blessure à la tête lors d'un match, le 30 septembre 1956 disputé au stade des Ponts Jumeaux à Toulouse contre l'US Montréjeau.
Il a été renommé stade Pierre-Fabre le 9 septembre 2017 en hommage à Pierre Fabre (décédé en 2013), fondateur du groupe pharmaceutique éponyme et propriétaire du club depuis 1988, qui a accompagné sa professionnalisation.

## Galerie

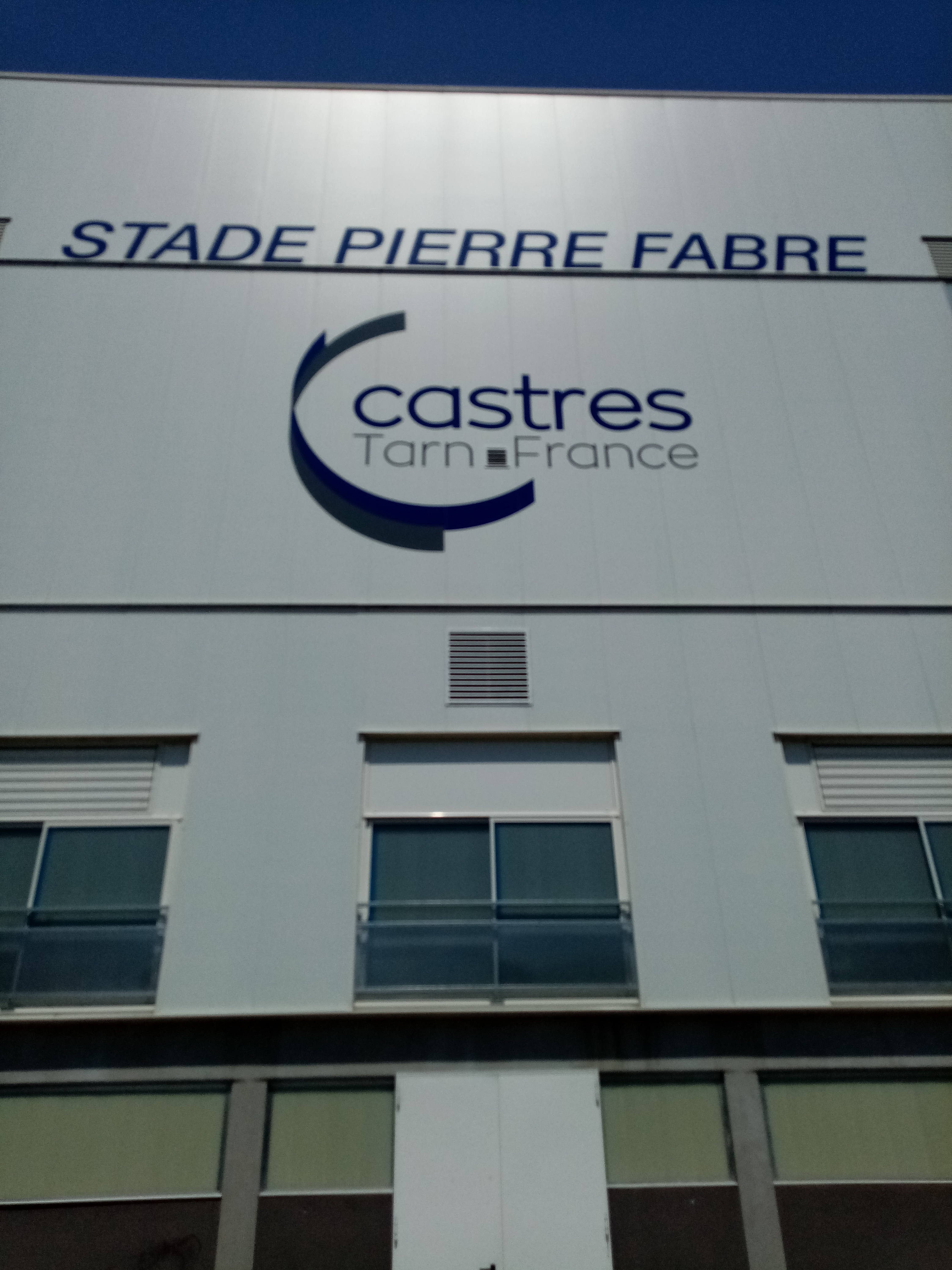
Stade Pierre-Fabre, Castres (Tarn).
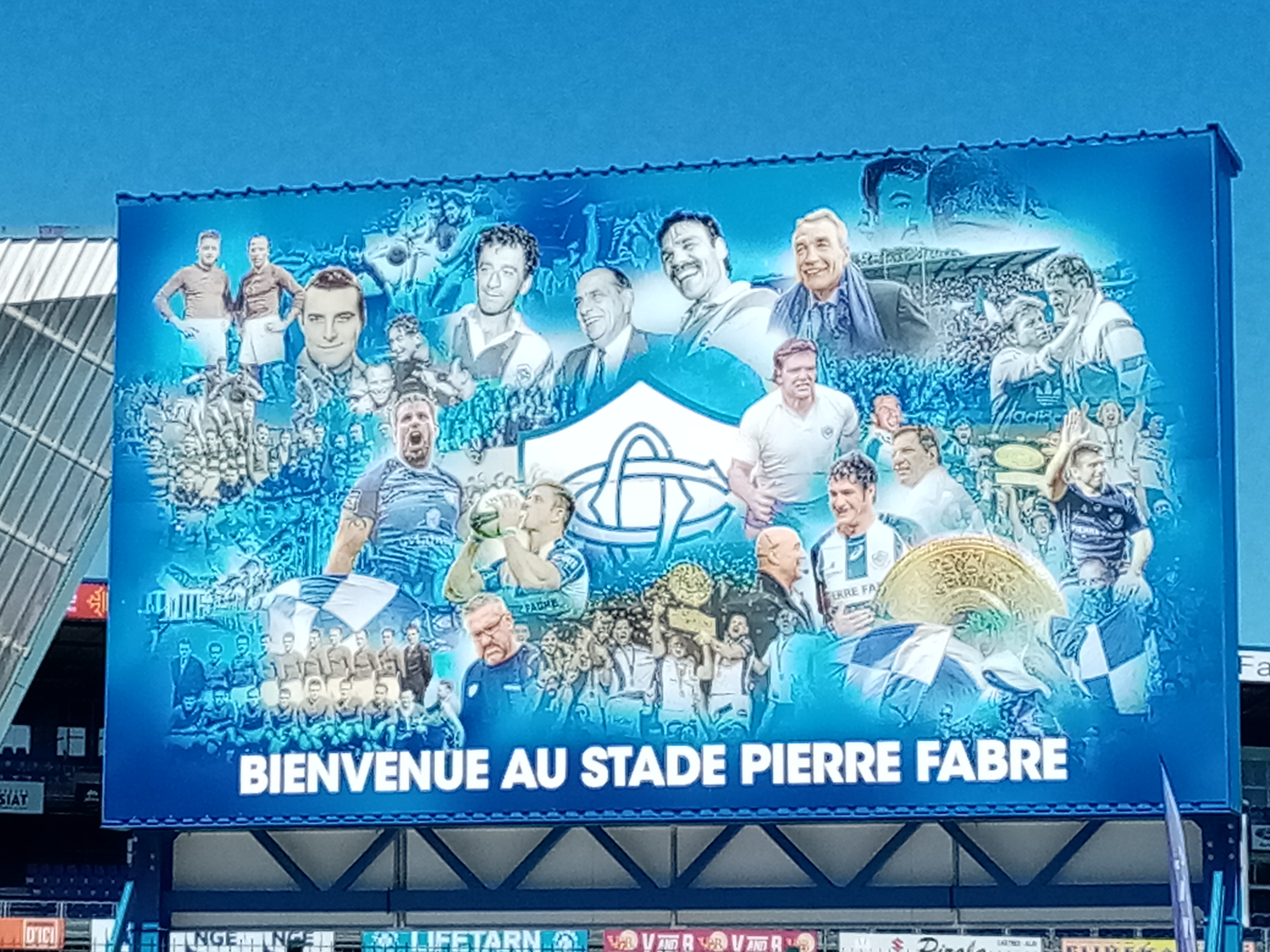
Bienvenue au stade Pierre-Fabre !
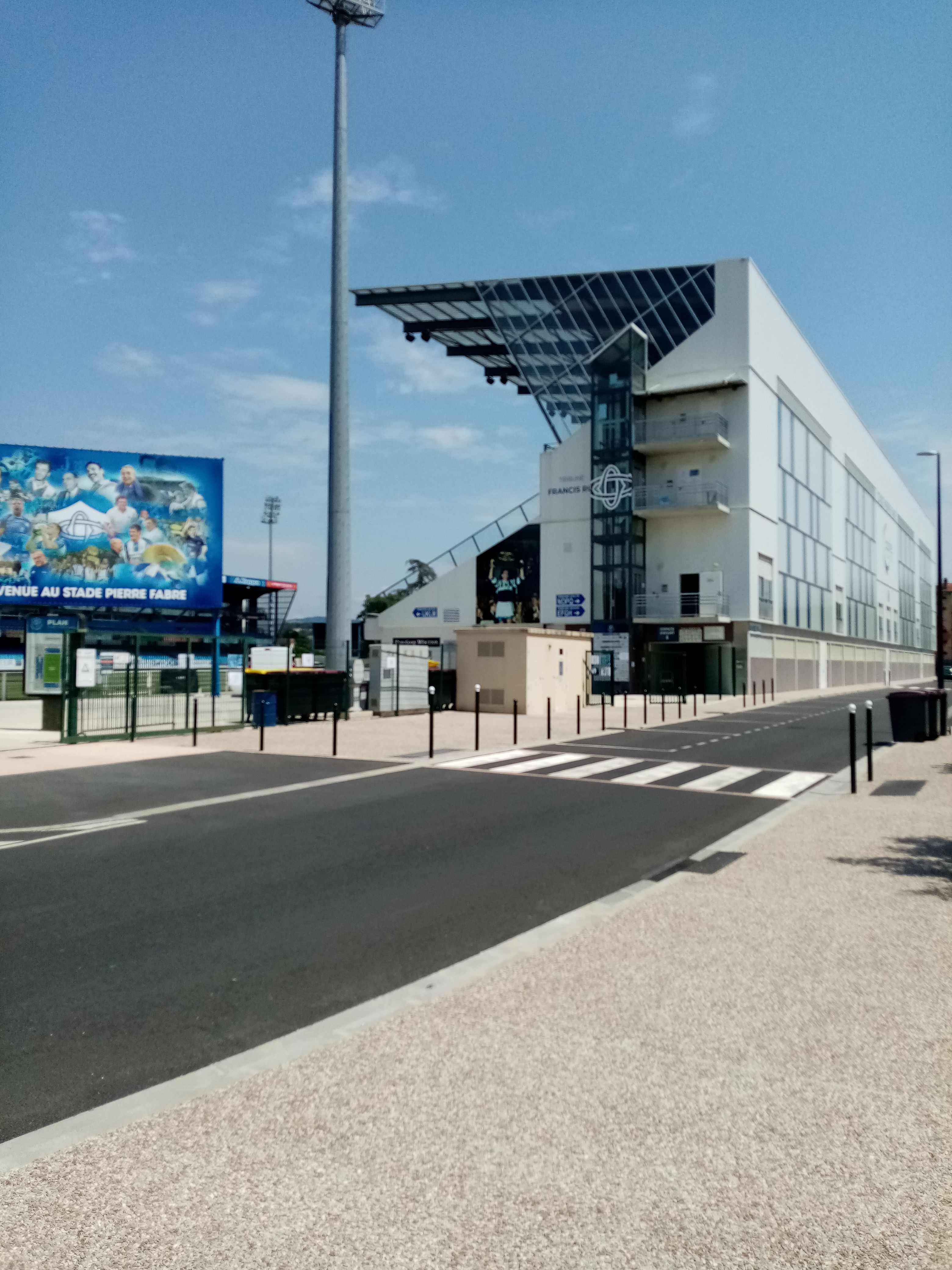
Tribune Francis-Rui avec ascenseur, écran géant et pub Gary-Whetton.
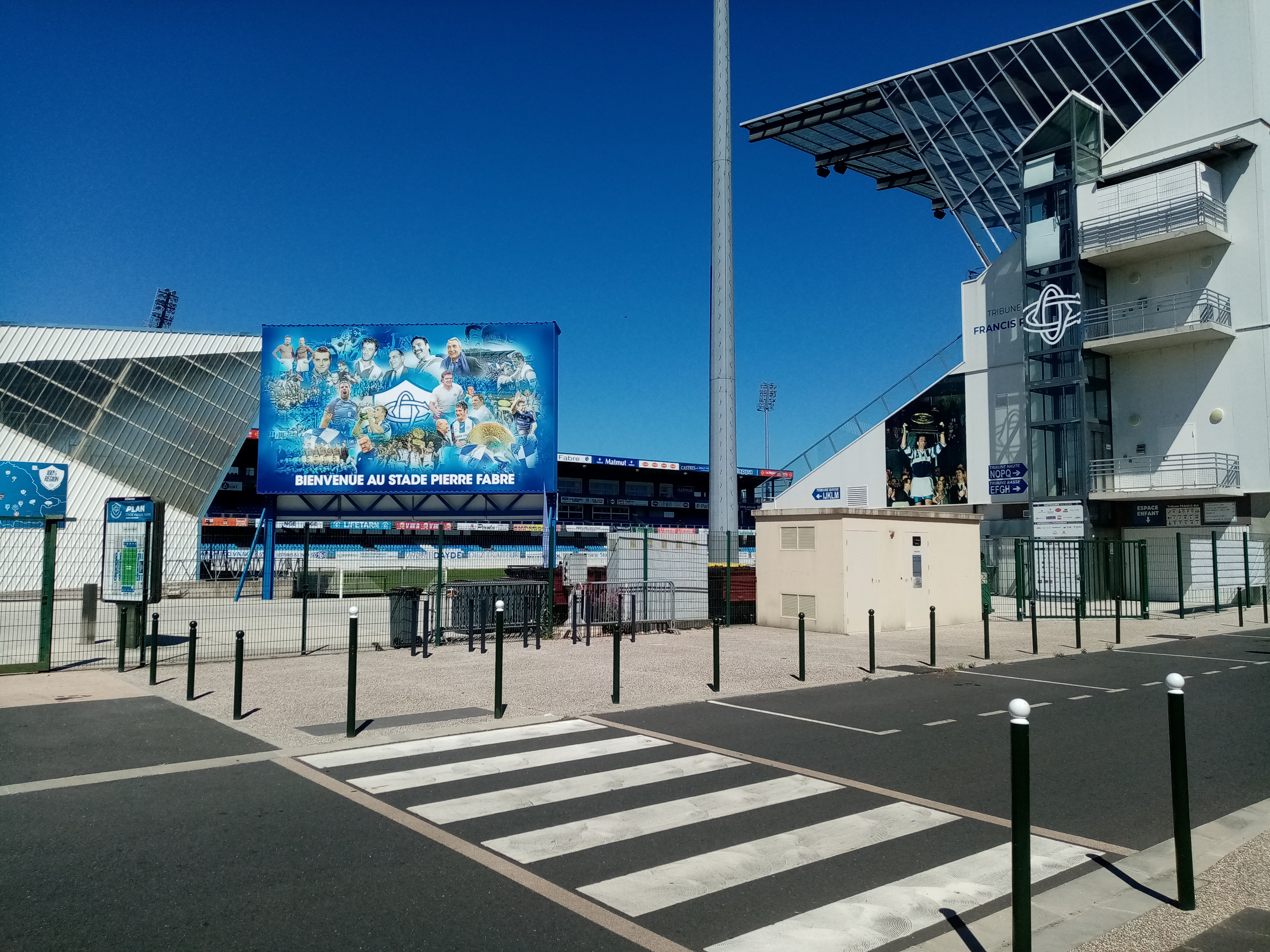
Entrée entre la tribune Nord et la tribune Rui, côté village gourmand.
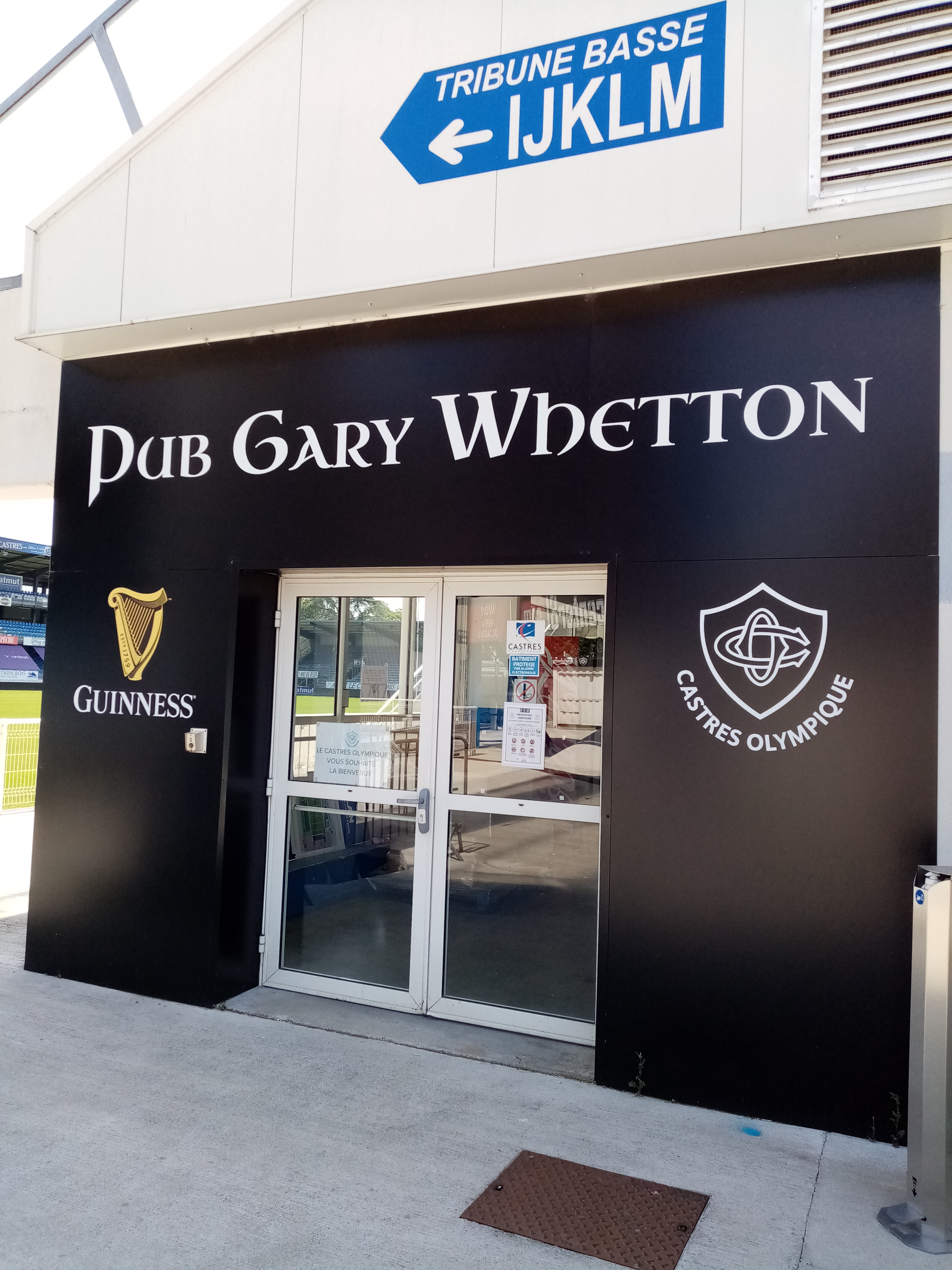
Pub Gary-Whetton en tribune Francis-Rui.
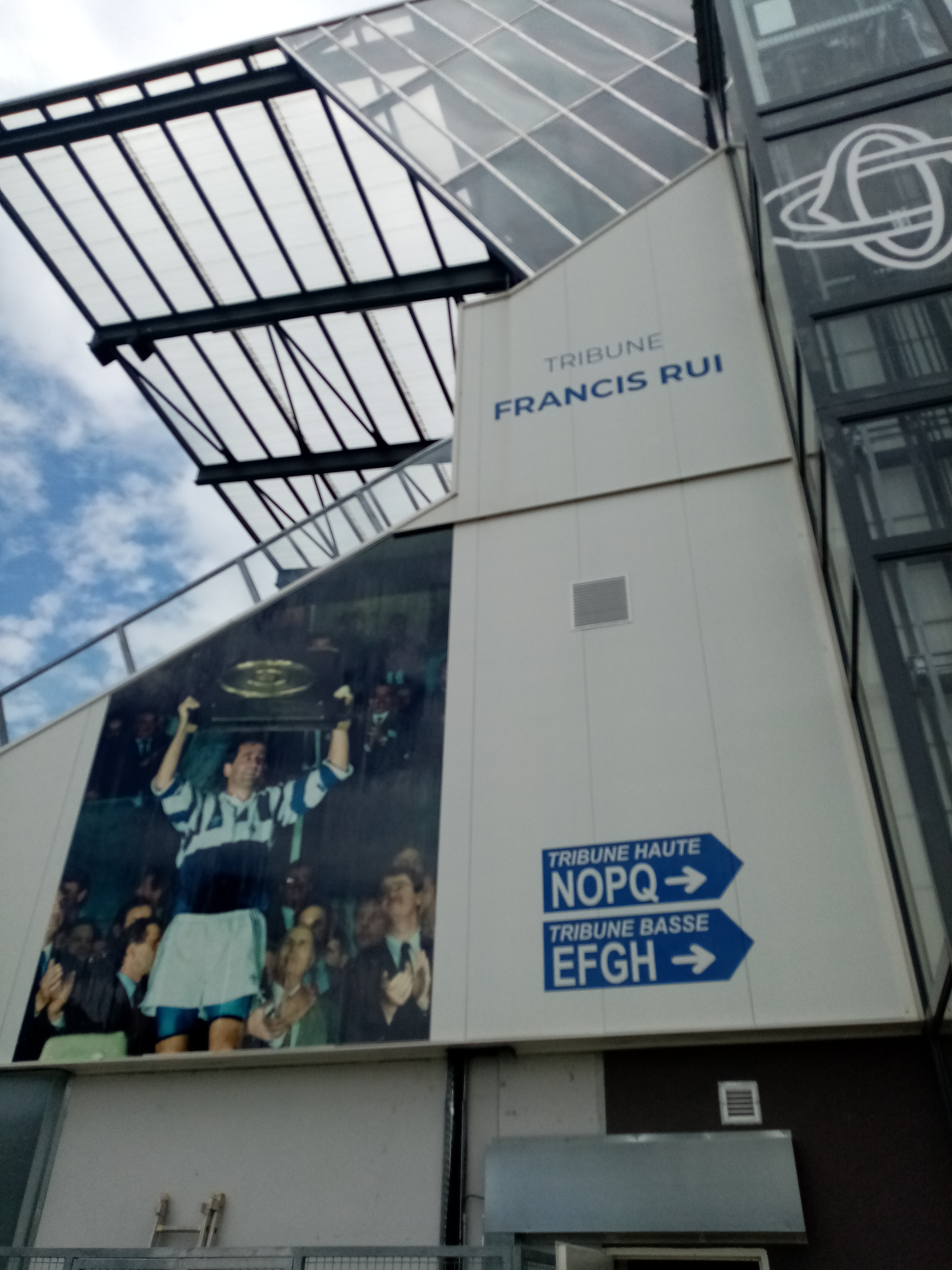
Francis Rui, joueur et capitaine emblématique du Castres olympique.
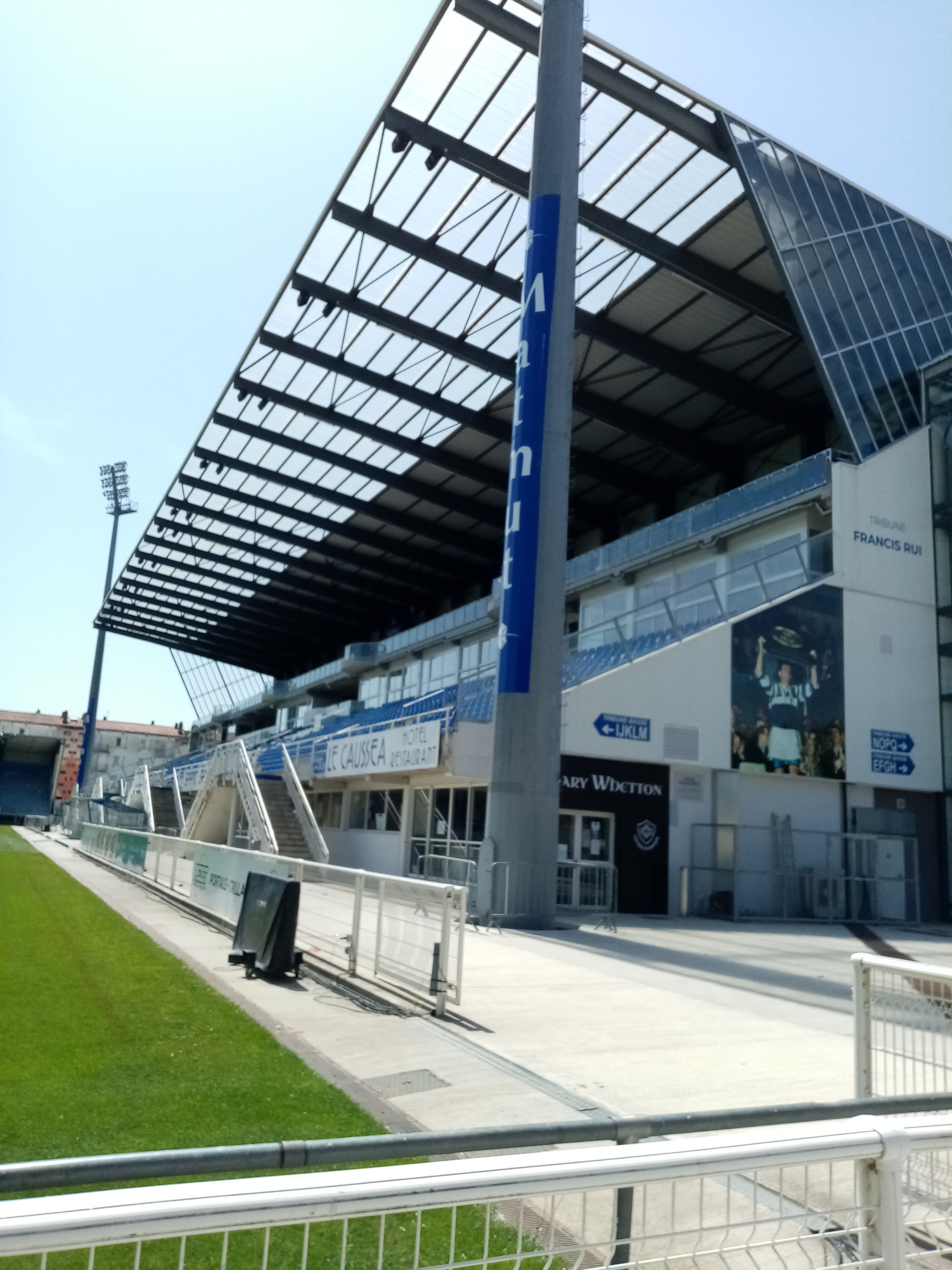
Pesage aux abords de la tribune Francis-Rui.
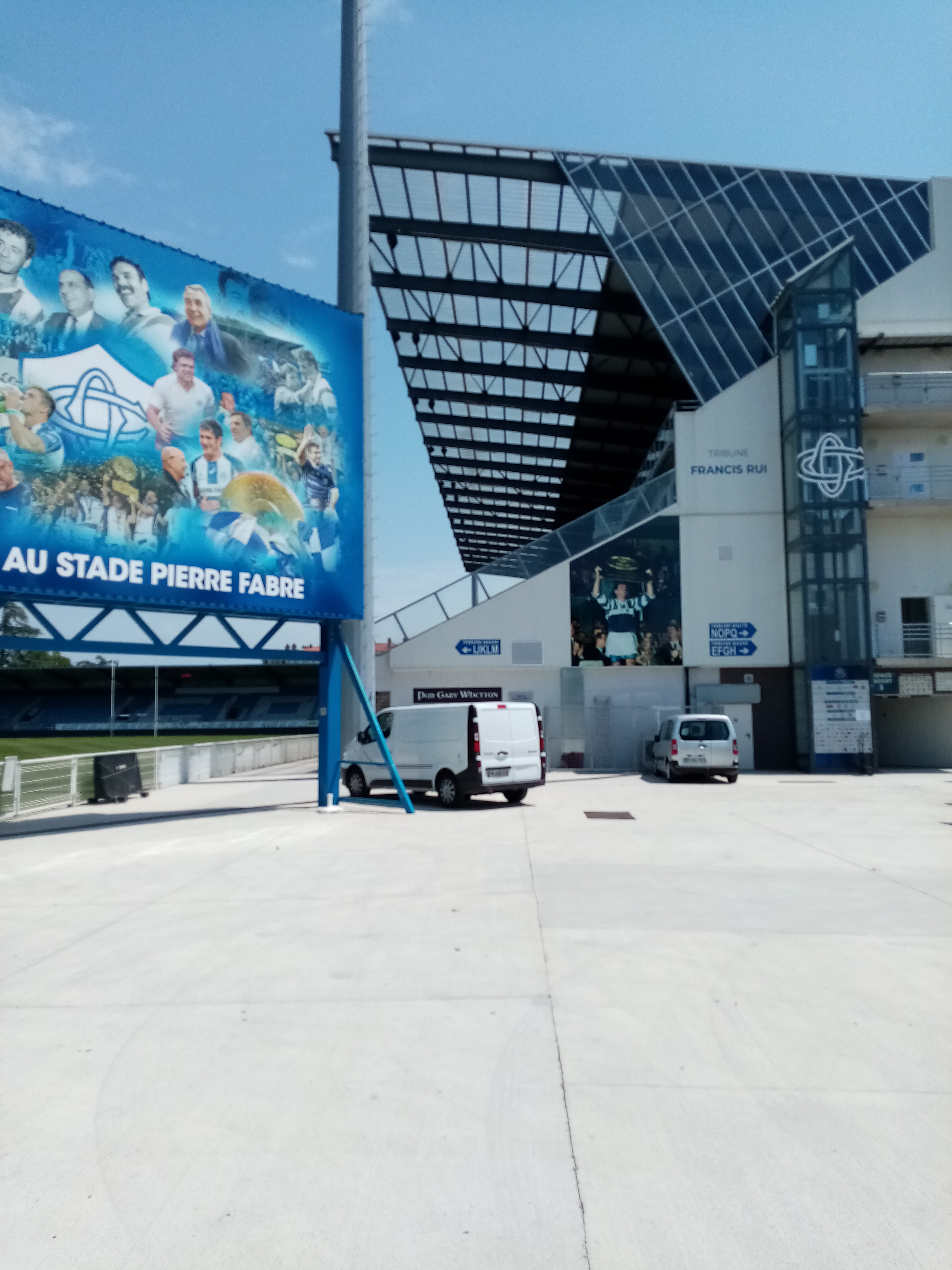
Entrée où se déroule la Bodega, les concerts, les repas...
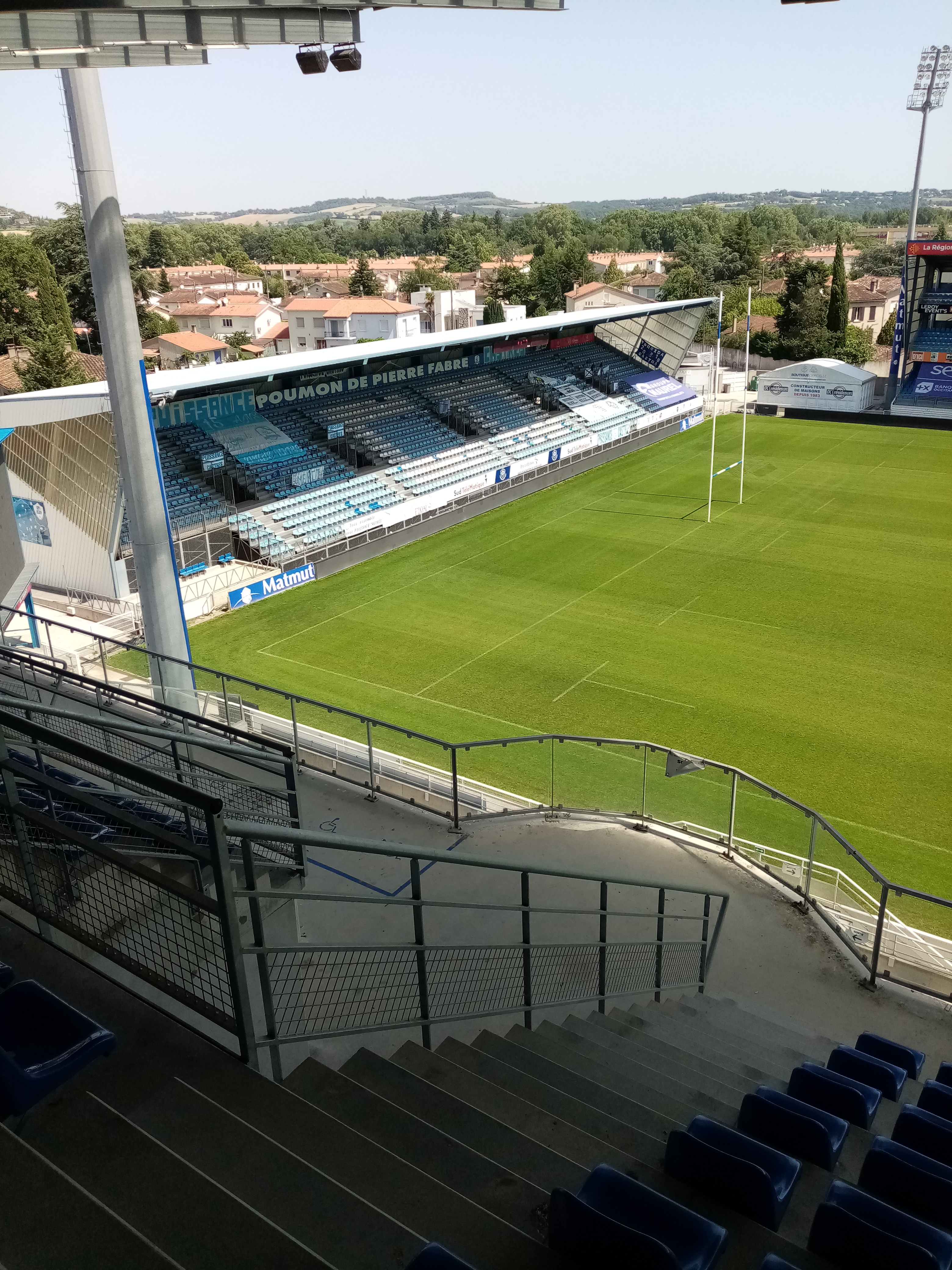
Tribune Nord avec en arrière-plan le quartier de Bisséous.
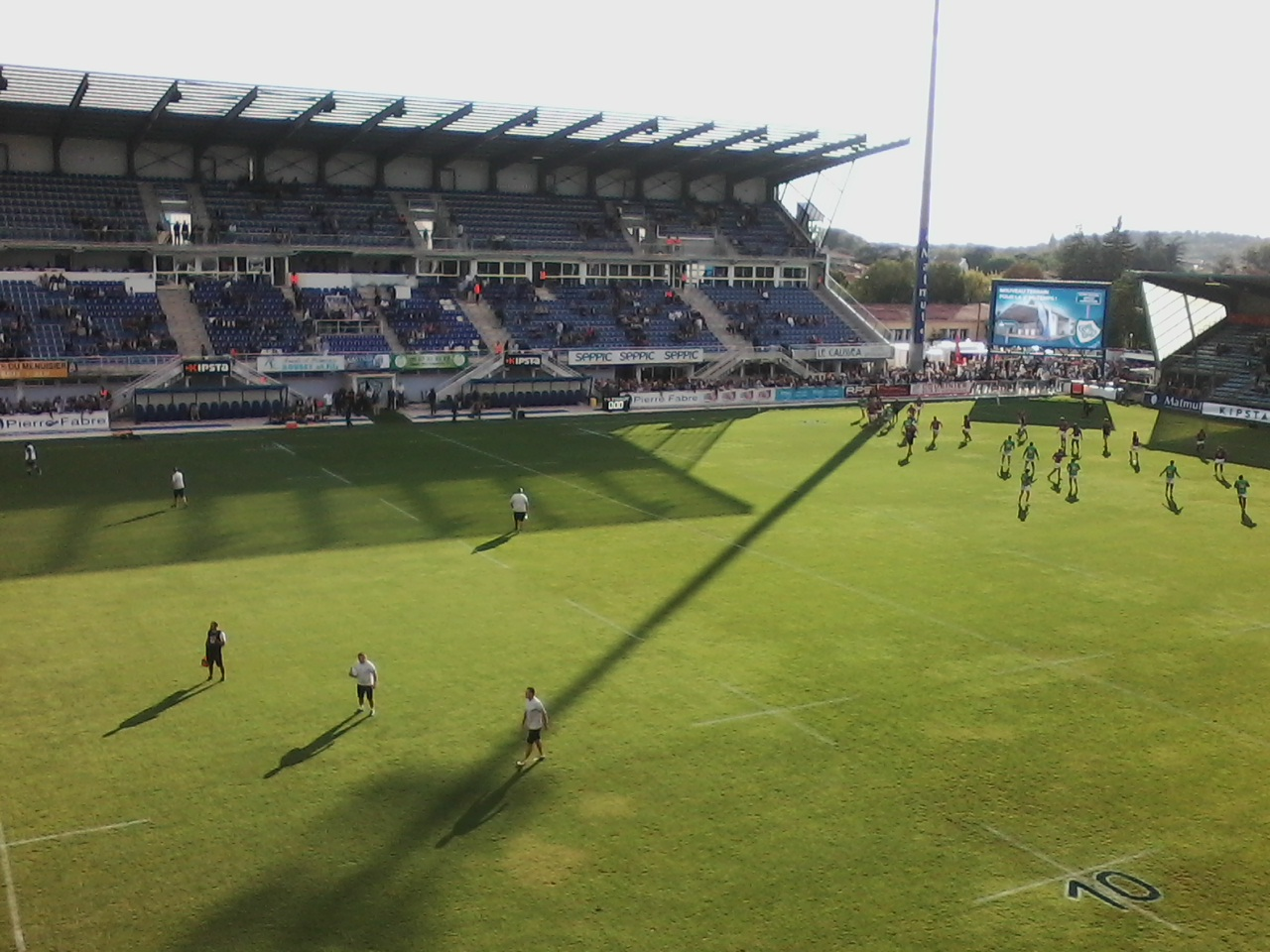
Tribune Francis-Rui (avec loges Brennus, salon Beauville, espace 1906 et club 81) inaugurée en 2017.
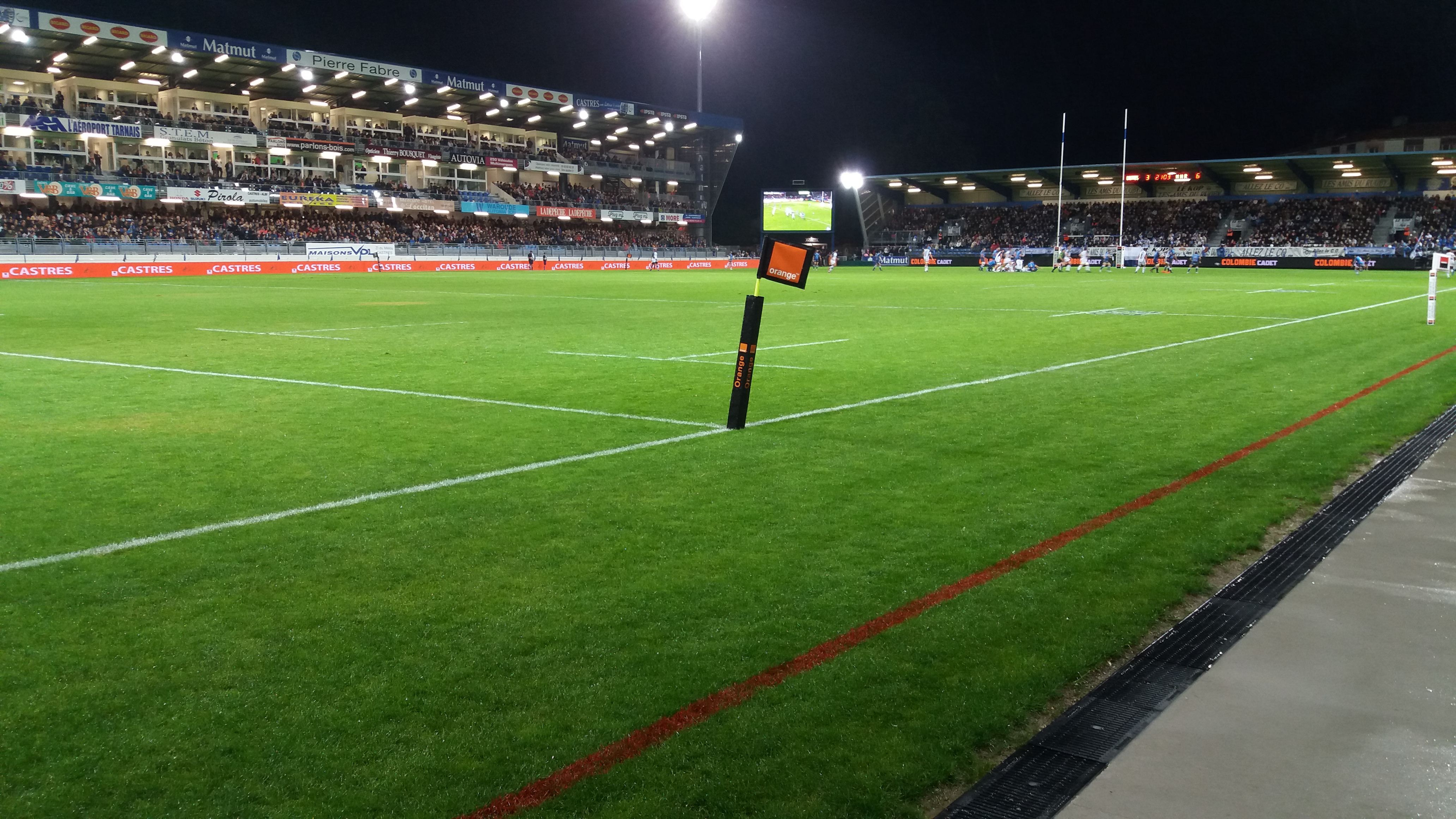
Tribune Sud inaugurée en 2005, tribune Jean-Pierre-Gabarrou (avec loges) inaugurée en 2014.
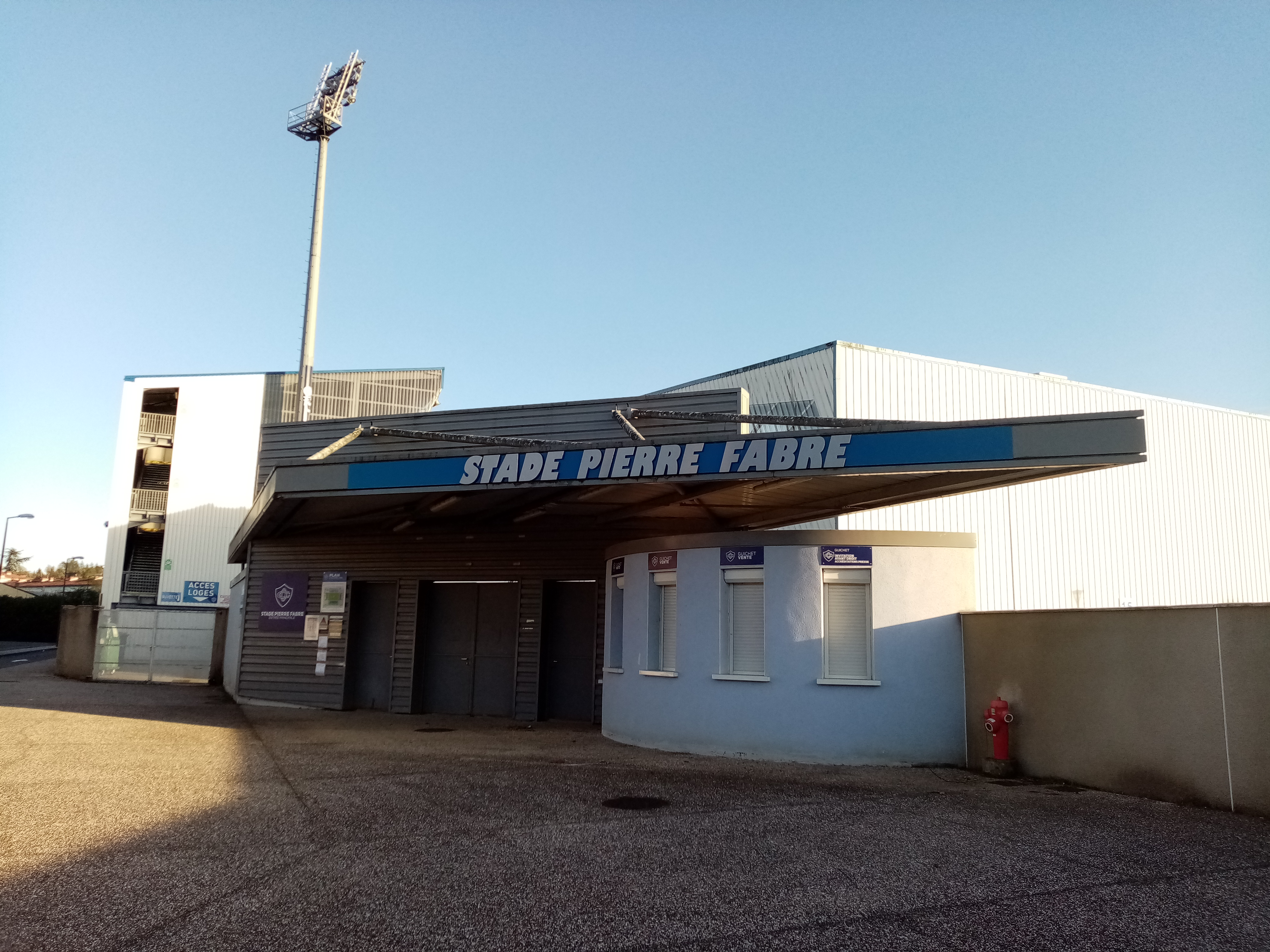
Entrée et guichets du stade Pierre-Fabre.